# جورج إي. ريد
جورج إي. ريد (بالإنجليزية: George E. Read)‏ هو بحار أمريكي، ولد في 1838 في رود آيلاند في الولايات المتحدة، وتوفي في 1910 في بريستول في الولايات المتحدة.